# Macroclinium chasei
Macroclinium chasei là một loài thực vật có hoa trong họ Lan. Loài này được Dodson & D.E.Benn. mô tả khoa học đầu tiên năm 1989.